# 光明星節
光明星節（こうみょうせいせつ、광명성절）は朝鮮民主主義人民共和国（北朝鮮）の祝日。毎年2月16日。金正日総書記の死後の2012年、総書記の誕生日であった2月16日を光明星節と定めた。別名二月節 (2월절)。

## 事故
2012年の光明星節に特別配給を載せて黄海沖の離島に向かっていたヘリコプターが墜落し、金奉哲商業相らが死亡した。